# Walther
Carl Walther Waffenfabrik — німецька фірма, що спеціалізується на виробництві вогнепальної зброї.

## Історія
Фірма була заснована у 1886 році інженером Карлом Вальтером для виробництва мисливських гвинтівок власної конструкції. У 1908 році почався масовий випуск армійських пістолетів та гвинтівок.
Під час Другої світової війни компанія стала державною. Протягом 1930—1945 років компанія постачала зброю Вермахту. Найвідоміші тогочасні пістолети — Walther PP, Walther P38, Walther PPK. Серед гвинтівок такими були Walther G43 та Walther G41.
Після 1945 року виробництво зброї цією фірмою було припинено, а саму фірму закрили. Однак у 1948 році компанія Carl Walther Waffenfabrik була відроджена. У 1979 році почався випуск нової моделі — Walther P5, котра була модернізацію Walther P38. У 1994 році було розроблено нову модель Walther P99, модифікації якої випускаються донині.
У 1993 році компанія була придбана Umarex зі штаб-квартирою в Арнсберзі. Виробничі потужності об'єднаного підприємства знаходяться в Ульмі і Арнсберзі.
З 3 лютого 2006 група Umarex придбала у SAN Swiss Arms AG права на торгову марку і виробництво спортивної зброї Hämmerli. Виробництво, продаж та сервісне обслуговування виконують підрозділи фірми Вальтер в Ульмі.